# Voltaj
I Voltaj sono un gruppo musicale pop rock rumeno.
In attività dal 1982, nella loro storia hanno cambiato frequentemente formazione prima di arrivare a quella moderna ed hanno pubblicato diverse canzoni di grande successo in Romania, vincendo l'MTV Europe Music Award 2005 come "Best Romanian Act".
Nel 2015 sono stati scelti per rappresentare il loro Paese all'Eurovision Song Contest con la canzone De la capăt, che ha anche conquistato l'ingresso in finale.
I temi delle loro canzoni sono spesso l'amore, il futuro e l'importanza della vita.

## Storia del gruppo

### La prima formazione (1982-1985)
La band venne fondata nel settembre del 1982 nel cosiddetto "Club A" di Bucarest da Adrian Ilie e Cristi Minculescu (rispettivamente chitarra e voce), entrambi inizialmente membri della band musicale Iris. In seguito si unirono anche Nicky Dinescu alla batteria, Horațiu Rad al basso e Dan Cimpoeru alla chitarra portando alla nascita della primissima formazione.
In quegli anni lo scenario della Romania stava cambiando, infatti su iniziativa di Adrian Păunescu era nato il Cenaclul Flacăra, che consisteva in esibizioni di cantanti ed autori in varie città che promuovevano l'integrazione della cultura di massa occidentale, andando in conflitto con il regime comunista rumeno. Nei primi anni quindi il gruppo non fu visto di buon'occhio dal governo per la sua affiliazione con il movimento culturale-musicale, che verrà poi bandito nel 1985.
I Voltaj ebbero il loro esordio con i singoli Nori de hârtie ("Nuvole di carta"), Aceasta-i întrebarea ("Questa è la domanda") e Rock'n'Roll, seguito dalla loro prima esibizione dal vivo alla casa della cultura di Bucarest dove si esibirono anche in cover degli AC/DC. La band implementò da subito vari cambiamenti come la sostituzione di Dan Cimpoeru con Gabriel Nacu e di Horațiu Rad con Doru Borobeică, oltre che l'abbandono di Minculescu che tornò negli Iris e fu rimpiazzato con Sanda "Zizi” Lăcătușu.

### La rifondazione (1986–1998)
Con la chiusura del Cenaclul molti membri persero interesse nella band e abbandonarono lasciando Adrian Ilie da solo, che poi nell'ottobre 1986 riprese la band con una nuova formazione composta da Cristi "Trântoru" Ilie, Amedeo Bolohoi, Dan Mateescu e Doru "M.S." Istudor. La nuova band si esibì alla sala polivalente di Bucarest dove trovarono i primi successi che durarono fino all'abbandono dalle scene di Adrian l'anno dopo.
Lungo il 1987 Voltaj cercò l'appoggio di un'etichetta e uno studio di registrazione, mentre furono rifiutati da TVR alla fine trovarono Sorin Chifiriuc, manager degli Sfinx che li aiutò a registrare 6 canzoni e trasmetterle in radio, dove entrarono nella top settimanale. Fu grazie al suo appoggio che iniziarono a intraprendere tournée in Romania come band di supporto per alcuni grandi artisti.
Nel 1988 nacquero diverse frizioni tra i membri della band che portarono allo scioglimento temporaneo della band che si suddivise in tre gruppi minori:
- Voltaj 88 – composto da Eugen "Brebu" Sălceanu, Doru Borobeică, Alex Tismanaru, Andrei Alba e Florin "Dog" Ionescu, che si esibiva nella zona di Eforie Sud (Costanza).
- Voltaj – composto da Doru "M.S." Istudor, Cristi "Porta" Marinescu, Cristi "Zăpadă" Ioniță e Lenți "Chewbecca" Cristea, che si esibiva nella zona di Neptun.
- Quartz – composto da Amedeo Bolohoi e si trattava in realtà di una band già esistente, che si esibiva a Mamaia.[6]

In seguito i gruppi si riuniscono e per un breve periodo mantengono il nome Voltaj 88, oltre che mantenere una formazione fissa composta da 5 membri (Ilie, Ionescu, Vladimir Negoiescu, Marin Teodor e Gabi "Porcus" Constantin), in questo periodo si affermano come gruppo musicale locale sfruttando la caduta del comunismo nel paese. Nel 1996 compaiono sulla raccolta discografica Unplugged România, seguita dal primo album Pericol de Moarte ("Pericolo mortale"), pubblicato su etichetta Roton e che contiene il singolo di successo Cenușă și diamant ("Cenere e diamante").

### Il debutto nell'industria musicale
Il 1998 segnò il debutto ufficiale della band, segnata dagli ultimi cambiamenti alla formazione (in particolare l'arrivo di Călin "Pictorul" Goia e Valeriu "Prunus" Ionescu), e iniziarono ad essere più attivi in studio. Inoltre cambiarono il loro genere musicale da uno hard rock ed heavy metal a uno più pop rock ispirato ai Queen.
Nel febbraio 1999 esce il singolo Asta-i viața ("Questa è la vita"), in collaborazione con Papa Junior seguito dal secondo album in studio Risk Maxim 2 che li valse il premio del "microfono d'oro" in vari festival locali. Iniziano anche ad esibirsi molto frequentemente nel loro paese.
Con l'inizio del nuovo millennio si intravedono nuovi successi assoluti entrando nella storia della musica del loro paese, con gli album Bungee, 3D e 424, con singoli che sono arrivati in testa alle classifiche rumene in modo quasi consecutivo come Albinutza, 20 e soprattutto De Măine ("Da domani"), singolo rilasciato nel 2002 e che ha riscosso grande popolarità grazie anche al suo video musicale che vede la band esibirsi su un'enorme piattaforma petrolifera. Si arrivò anche alla formazione attuale composta da sei membri.
Segue poi l'album Povestea oricui ("La storia di chiunque") del 2004 con etichetta Cat Music, il cui singolo omonimo ed altri come Și ce? ("E quindi?") e Jur ("Giuro") hanno avuto un riscontro molto positivo e fu seguito da una raccolta best-of, la prima del gruppo. Fu grazie a questi successi che nel 2005 vinsero il premio al miglior artista rumeno durante gli MTV Europe Music Awards.
Il 25 giugno 2006 i Voltaj tengono un concerto alla sala polivalente di Bucarest (ritenuto uno dei più memorabili dai fan) dove annunciano il loro ultimo album di inediti V8, infatti comunicano la loro intenzione di pubblicare singoli indipendenti da riunire solo poi in album. Nel seguente periodo si concentrano sulla pubblicazione di alcuni singoli come I Wanna be Free in collaborazione con i Deepside Deejays (2010), Lumea e a mea ("Il mondo è mio", 2011) e Dă vina pe Voltaj ("Dai la colpa a Voltaj", 2012), riuniti in un album con lo stesso nome.
Nel 2011 e 2012 vincono consecutivamente il premio nella categoria "migliore performance live" ai Romanian Music Awards tenuti a Brașov. Sempre nel 2012 Bobby Stoica, uno dei membri storici della band si separa dopo una dura lite con Gabi Constantin legata a uno scandalo sui diritti d'autore del gruppo musicale, legato ad altre controversie sul consumo eccessivo di alcol e comportamenti indecenti in pubblico. Il caso sta ancora andando avanti.

### Dal 2015 al presente: Eurovision e altri progetti
Nel 2015 i Voltaj vinsero la Selecția Naționala a cui parteciparono e poterono rappresentare la Romania all'Eurovision Song Contest 2015, tenutosi a Vienna dal 19 al 23 maggio 2015, con la canzone De la capăt (All Over Again), "Da capo", pubblicata nel nuovo album della band X. La loro canzone si qualificò alla finale con il massimo dei punti sia dal pubblico che dalla giuria, ma ha subito critiche per un'accusa di plagio ma soprattutto per il fatto che la canzone avrebbe superato il limite di 3 minuti imposto dall'EBU, rischiando la squalifica, ma la situazione fu sistemata e la canzone poté partecipare raggiungendo il 15º posto in finale.
Dopo l'avventura all'Eurovision, il gruppo musicale rimase attivo ma con meno frequenza, pubblicando l'ultimo album Ca la 20 ani ("Come a 20 anni"), che conteneva una versione riedita del classico successo 20. Da allora pubblicano esclusivamente singoli come Doar pentru ea ("Solo per lei", 2020), Eșecul va da greș ("La rapina salterà", 2022) che è stato utilizzato come colonna sonora nel film Hai Hui în timp ed H2O (2024).

## Membri

### Formazione attuale
- Călin "Pictorul" Goia – voce (dal 1998)
- Gabi "Porcus" Constantin – chitarra elettrica (dal 1988)
- Adrian Cristescu – tastiere (dal 2012)
- Valeriu "Prunus" Ionescu – basso elettrico (dal 1998)
- Oliver Sterian – batteria (dal 2002)

### Membri passati
- Adrian Ilie (1982–1985), (1986–1987)
- Cristi Minculescu (1982–1983)
- Nicky Dinescu (1982–1983)
- Horațiu Rad (1982–1983)
- Dan Cimpoeru (1982–1983)
- Gabriel Nacu (1983–1985)
- Doru Borobeică (1983–1985), (1986–1988)
- Sanda "Zizi” Lăcătușu (1983–1985)
- Cristi "Trântoru” Ilie (1986–1988), (1988–1998)
- Amedeo Bolohoi (1986–1988)
- Dan Mateescu (1986–1988)
- Doru "M.S.” Istudor (1986–1988)
- Cristi "Porta" Marinescu (1988)
- Bogdan Cristea (1988)
- Eugen "Brebu" Sălceanu (1988)
- Manuel Savu (1988)
- Vladimir "Grilă” Negoiescu (1988–1998)
- Florin "Dog" Ionescu (1988–1998)
- Martin Teodor (1988–1998)
- Paul "Pampon” Neacșu (1998–2002)
- Bobby "Bobiță” Stoica (1998–2012)

## Discografia

### Album in studio
- 1996 – Pericol
- 1999 – Risk Maxim 2
- 2000 – Bungee
- 2001 – 3D
- 2002 – 424
- 2004 – Povestea oricui
- 2005 – Integrala
- 2006 – Revelator
- 2008 – V8
- 2012 – Da vina pe voltaj
- 2016 – X
- 2019 – Ca la 20 de ani

### Raccolte
- Best of Voltaj (2003)
- Cartea Voltaj și integrala Voltaj (2005)
- Doza ta de musică cu Voltaj (2006)
- Best of Voltaj – LIVE la Sala Polivalentă (2006)

### Singoli
Piazzamenti rilevanti in classifica sono mostrati con il relativo paese.
- Nori de hârtie (1982)
- Aceasta-i întrebarea (1982)
- Rock'n'Roll (1982)
- Asta-i viața (1999)
- 3D (2001) 1
- 20 (2001) 1
- Cinema (2001)
- ...Tu (2002) 1
- Scrisoare (2002)
- De măine (2002) 1
- Noapte bună (2003)
- Și ce? (2004) 1
- Povestea Oricui (2004) 1
- Patapetine (2004)
- Acolo (2004)
- Jur / I Sweer (2004)
- I Wanna be Free (2010)
- Lumea e a mea (2011)
- Dă vina pe Voltaj (2012)
- De la capăt (All Over Again) (2015)
- Ca la 20 de ani (2019)
- Doar pentru ea (2020)
- Eșecul va da greș (2022)
- H2O (2024)